# Sylvie Thénault
Pour les articles homonymes, voir Thénault.
Sylvie Thénault, née en 1969, est une historienne française, agrégée d'histoire et directrice de recherche au CNRS, spécialiste de la guerre d'indépendance algérienne.

## Biographie
Sylvie Thénault est membre du Centre d'histoire sociale du XXe siècle. Ses travaux portent sur le droit et la répression légale pendant la guerre d'indépendance algérienne. Elle a en particulier étudié des mesures ponctuelles, comme les couvre-feux en région parisienne et les camps d'internement français entre 1954 et 1962. Ses recherches s'orientent vers l'étude de l'internement à la période française dans son ensemble, dans le champ de l'étude de l'administration coloniale en Algérie : structures, législation, personnel, pratiques.
Sa maîtrise d'histoire, en 1991, portait sur La Manifestation des Algériens à Paris le 17 octobre 1961 et sa répression. Sa thèse soutenue en 1999 sous la direction de Jean-Jacques Becker traitait de La Justice dans la guerre d'Algérie. L'ouvrage présenté dans le cadre de son habilitation à diriger des recherches porte sur la violence ordinaire dans l'Algérie coloniale.

## Publications
- Une drôle de justice : Les Magistrats dans la guerre d'Algérie  (préf. Jean-Jacques Becker, postface Pierre Vidal-Naquet), Paris, La Découverte, 2001 (réimpr. 2004), 347 p.[3]  — en 2001, dans la coll. « L'espace de l'histoire », et en 2004, dans la coll. « 	Découverte/Poche : Sciences humaines et sociales ».
- Histoire de la guerre d'indépendance algérienne, Paris, Flammarion, 2005, 303 p.[4]
- « La gauche et la décolonisation », dans Jean-Jacques Becker et Gilles Candar, Histoire des gauches en France, Paris, La Découverte, coll. « L'espace de l'histoire », 2005, 784 p., p. 435-451[5].
- En codirection avec Raphaëlle Branche : La France en guerre, 1954-1962 : Expériences métropolitaines de la guerre d'indépendance algérienne, Paris, Autrement, coll. « Mémoires : Histoire », 2008, 520 p.[6].
- Algérie, des « événements » à la guerre : Idées reçues sur la guerre d’indépendance algérienne, Paris, Le Cavalier bleu, coll. « Idées reçues », 2012, 204 p.[7].
- Violence ordinaire dans l’Algérie coloniale : Camps, internements, assignations à résidence, Paris, Odile Jacob, 2012, 381 p.[8],[9].
- En codirection avec Abderrahmane Bouchène, Jean-Pierre Peyroulou et Ouanassa Siari Tengour : Histoire de l'Algérie à la période coloniale : 1830-1962, Paris, La Découverte, collection « Poche : Essais », 2014, 720 p.[10].
- Les Ratonnades d'Alger, 1956 : Une histoire de racisme colonial, Paris, Seuil, 4 février 2022, 336 p. (ISBN 9782021419276)
- En codirection avec Tramor Quemeneur et Ouanassa Siari Tengour, Dictionnaire de la guerre d'Algérie, Bouquins, 2023, 1472 p.

## Prix
- Prix Malesherbes 2002[11].